# Diga dell'Illsee
La diga dell'Illsee è una diga a gravità situata in Svizzera, nel Canton Vallese, nel comune di Leuk.

## Descrizione
Ha un'altezza di 25 metri e il coronamento è lungo 270 metri. Il volume della diga è di 24.000 metri cubi.
Il lago creato dallo sbarramento, l'Illsee, ha un volume massimo di 6,6 milioni di metri cubi, una lunghezza di 200 metri e un'altitudine massima di 2360 m s.l.m. Lo sfioratore ha una capacità di 5 metri cubi al secondo.
Le acque del lago vengono sfruttate dall'azienda Rhonewerke AG di Chippis. Nel 1952 la diga è stata rimodernata.